# Volo di notte

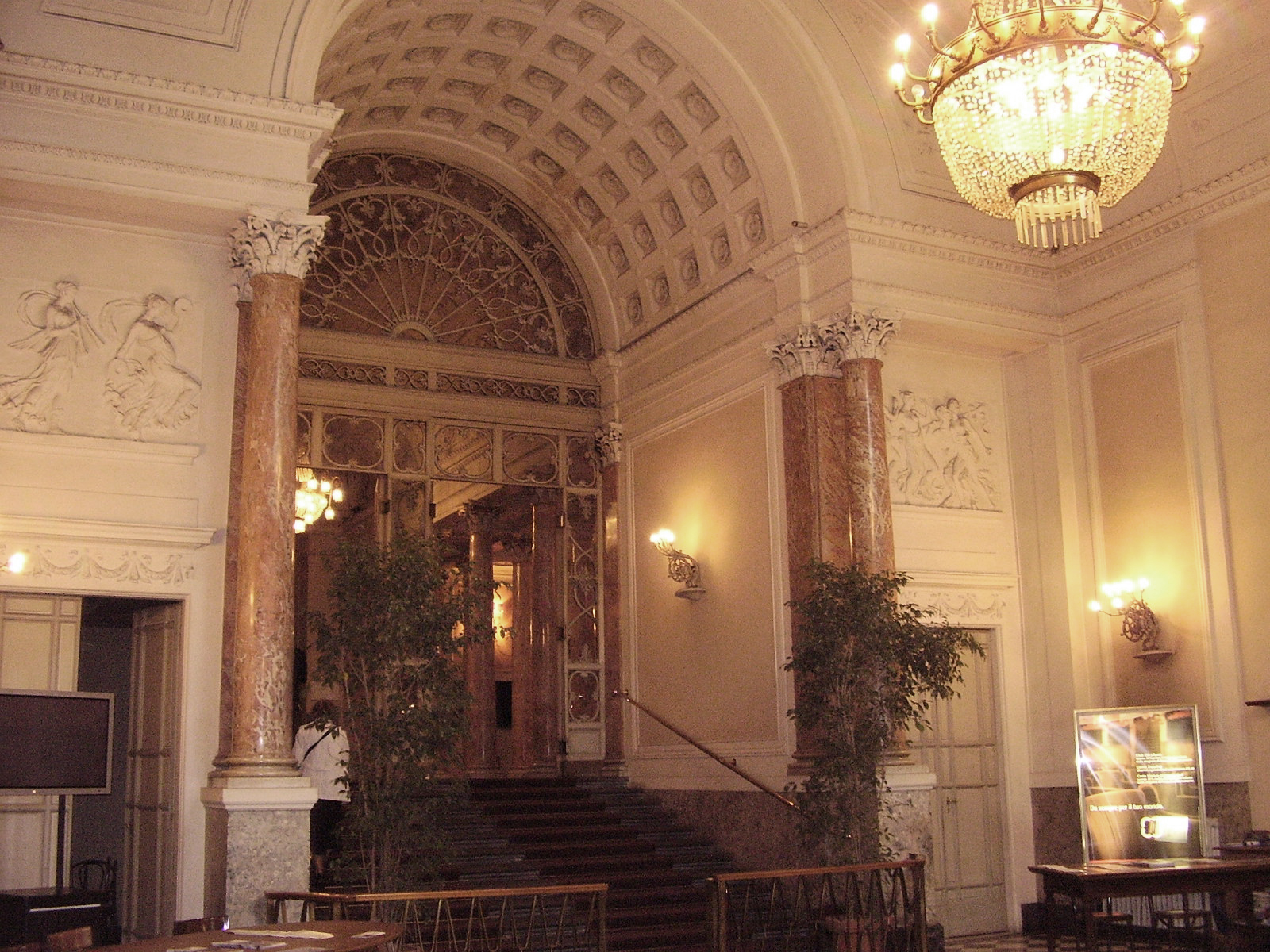
Le Teatro della Pergola à Florence, lieu de création de la pièce

Volo di notte (français : Vol de nuit) est un opéra en un acte de Luigi Dallapiccola d'après le roman Vol de nuit de Saint-Exupéry écrit dans les années 1930. Il est créé le 18 mai 1940 au Teatro della Pergola à Florence sous la direction de Fernando Previtali.

## Distribution
- Leroux pilote basse
- Pellerin, pilote ténor
- Radio opérateur ténor
- Robineau inspecteur basse
- Simone Fabien mezzo-soprano
- Une chanteuse au loin soprano
- Rivière directeur de vol baryton-basse
- Premier, deuxième employés ténor
- Troisième, quatrième employé baryton

## Argument
Buenos Aires 1930 dans la salle de contrôle de l'aéroport où Rivière gère les vols de nuit. L'avion du Chili piloté par Pellerin a atterri mais l'opérateur radio reçoit de mauvaises nouvelles de l'avion de Fabien qui vient de Patagonie.